# Jorres Risse
Jorres Risse es un actor alemán, más conocido por haber interpretado a Frank Wernitz en la serie GSG 9 - Die Elite Einheit.

## Biografía
Su padre es el actor y director alemán Carl-Hermann Risse.
Habla con fluidez inglés y ruso.
Jorres se entrenó en "Berliner Schule für Schauspiel" y en la academia de arte dramático "Ernst Busch" en Berlín.

## Carrera
En el 2004 interpretó al agente de seguridad Schulz en el corto alemán Der Fremde im Spiegel.
En el 2007 se unió al elenco principal de la serie alemana GSG 9 - Die Elite Einheit donde interpretó al oficial Frank Wernitz, el tirador de la unidad de élite alemana conocida como "GSG 9" hasta el final de la serie en el 2008.
En el 2008 interpretó al guardia Villa Strasser en la película de comedia U-900.

## Filmografía[2]

### Series de televisión
| Año         | Título                                            | Personaje         | Notas                                   |
| ----------- | ------------------------------------------------- | ----------------- | --------------------------------------- |
| 2017        | SOKO Leipzig                                      | Rico Baerwald     | episodio "Romeo und Julika"             |
| 2016        | Colonia Brigada Criminal                          | Lutz Grömer       | episodio "Kruppkas letzte Fahrt"        |
| 2015        | SOKO Wismar                                       | Ulf Wuttke        | episodio "Die kleine Meerjungfrau"      |
| 2015        | Sense8                                            | Portero           | episodio "I Can't Leave Her"            |
| 2015        | Ein Fall von Liebe                                | Sven Danner       | episodio "Vertrauen"                    |
| 2014        | Tatort                                            | Hajo              | episodio "Der sanfte Tod"               |
| 2014        | In aller Freundschaft                             | Tobias Meineke    | episodio "Außer Kontrolle"              |
| 2014        | Josephine Klick - Allein unter Cops               | Paul              | episodio "Feuerwehr"                    |
| 2014        | SOKO Stuttgart                                    | Bernd Zenko       | episodio "Harte Mädchen"                |
| 2013        | Inga Lindström                                    | Björn Bennert     | episodio "Feuer unterm Dach"            |
| 2013        | Alles Klara                                       | Robbie Duchant    | episodio "Der allerletzte Gast"         |
| 2013        | Die Chefin                                        | Chris Oelschläger | episodio "Vertrauen"                    |
| 2012        | Heiter bis tödlich - Fuchs und Gans               | Bulle             | episodio "Der Papst kommt"              |
| 2012        | Die letzte Spur                                   | Gregor Pohl       | episodio "Verhängnis"                   |
| 2012        | Klinik am Alex                                    | Jakob Weigelt     | episodio "Komm' näher"                  |
| 2012        | Alarm für Cobra 11 - Die Autobahnpolizei          | Piet Richter      | episodio "Die Gejagten"                 |
| 2011        | Notruf Hafenkante                                 | Jens Bauer        | episodio "Verzaubert"                   |
| 2010        | Colonia Brigada Criminal                          | Ole Nienhaus      | episodio "Das Attentat"                 |
| 2010        | Ein Fall für zwei                                 | Oleg Gogol        | episodio "Leichen im Keller"            |
| 2010        | Danni Lowinski                                    | Sven Plöger       | episodio "Klotz am Bein"                |
| 2010        | Ein starkes Team                                  | Wirth             | episodio "Im Zwielicht"                 |
| 2009        | SOKO Wismar                                       | Wolf Jessen       | episodio "Ein Wolf kommt selten allein" |
| 2007 - 2008 | GSG 9 - Die Elite Einheit                         | Frank Wernitz     | 25 episodios                            |
| 2006        | Was nicht passt, wird passend gemacht - Die Serie | Spider            | episodio "Maijucken"                    |
| 2006        | SOKO 5113                                         | Danilow           | episodio "Unter Wölfen"                 |
| 2006        | Wilsberg                                          | Tschakko          | episodio "Callgirls"                    |
| 2005        | Die Rosenheim-Cops                                | Sebastian Wolf    | episodio "Die zerbrochene Feder"        |
| 2004        | Bianca - Wege zum Glück                           | Sven Heysenberg   | -                                       |
| 2002        | Der letzte Zeuge                                  | Wachmann          | episodio "Im Netz"                      |

### Películas
| Año  | Título                                                    | Personaje          | Notas                                                                                           |
| ---- | --------------------------------------------------------- | ------------------ | ----------------------------------------------------------------------------------------------- |
| 2014 | Wir waren Könige                                          | David              | junto a Frederick Lau, Ronald Zehrfeld, Misel Maticevic, Thomas Thieme & Torben Liebrecht       |
| 2012 | Iron Sky                                                  | Soldado            | junto a Götz Otto, Udo Kier, Tilo Prückner, Julia Dietze, Christopher Kirby & Peta Sergeant     |
| 2012 | Oktober November                                          | Productor          | junto a Nora Von Waldstätten, Sebastian Hülk, Sebastian Koch & Johannes Zeiler                  |
| 2012 | Und morgen leben wir wieder                               | -                  | junto a Ronald Zehrfeld, Tilman Strauß, Maximilian Brauer & Ferdinand Lehmann                   |
| 2011 | Bermuda-Dreieck Nordsee                                   | Laurenz            | junto a Hannes Jaenicke, Bettina Zimmermann, Karoline Eichhorn & Max Herbrechter                |
| 2010 | Tage Der Rückkehr                                         | Christian          | junto a Liroy Gehrke, Rebecca Rudolph, Teresa Weißbach, Steve Windolf & Amit Chandihok          |
| 2010 | I Phone You                                               | Benny              | junto a Jiang Yiyan, Florian Lukas, Annette Frier & He Hongshan                                 |
| 2009 | Fire!                                                     | Oficial de Policía | junto a Gary Dourdan, Cosma Shiva Hagen, Ken Duken, Florentine Lahme & Thure Riefenstein        |
| 2008 | 1 1/2 Ritter - Auf der Suche nach der hinreißenden Her... | Kettenhund         | junto a Til Schweiger, Julia Dietze, Thomas Gottschalk, Udo Kier & Tobias Moretti               |
| 2008 | U-900                                                     | Villa Strasser     | junto a Atze Schröder, Oliver Wnuk, Yvonne Catterfeld, Jürgen Schornagel & Götz Otto            |
| 2004 | Der Fremde im Spiegel                                     | Schulz             | corto - junto a Oliver Fleischer, André Bolouri, Judith von Radetzky, Ina Piontek & Nenad Zanic |
| 2002 | Hundsköpfe                                                | Berndt             | junto a Arnd Klawitter, Simon Werner, Axel Prahl, Marko Bräutigam & Dirk Borchardt              |
| 1995 | Einsteins Baby                                            | -                  | junto a Christian Kuchenbuch, Kurt Naumann, Marie Gruber & Thomas Rühmann                       |

### Teatro
| Año       | Obra                                | Personaje              | Director (a)       | Teatro                | Notas                                                      |
| --------- | ----------------------------------- | ---------------------- | ------------------ | --------------------- | ---------------------------------------------------------- |
| 2013      | Corallina-Die schönste aller Frauen | -                      | Carl-Hermann Risse | Theater Rudolstadt    | -                                                          |
| 2011,2013 | Kuba Beach                          | -                      | Carolin Mylord     | -                     | junto a Andreas Deinert & Christoph Letkowski              |
| 2009      | Der Mann Mit Dem Goldenen Gebiss    | Caveirinha             | Lydia Bunk         | -                     | junto a Christoph Letkowski & Robert Gallinowski           |
| 2009      | Vögel ohne Grenzen                  | Mensajero/Prometheus   | Jérome Savary      | -                     | junto a Anne Lebinsky, Henry Krohmer & Christoph Letkowski |
| 2009      | Amanullah Amanullah                 | Director               | Frank Castorf      | -                     | junto a Rosalind Baffoe, Georg Friedrich & Marc Hosemann   |
| 2009      | Die Umsiedlerin                     | Rammler/Beutler        | Ehrich Tunk        | -                     | -                                                          |
| 2008      | Hamletmaschine                      | Bardolf/Lord Melville  | Frank Castorf      | -                     | junto a Georg Friedrich, Axel Wandtke & Jeanette Spassova  |
| 2008      | Macbeth                             | Macduff                | Yana Ross          | -                     | junto a Steffen Gräbner, Sebastian König & Uwe Preuss      |
| 2008      | Hunde                               | Apollon                | Frank Castorf      | -                     | junto a Steve Binetti, Nadine Dubois & Andreas Frakowiak   |
| 2007      | Endspiel                            | Clow                   | Mark Wortel        | -                     | -                                                          |
| 2005      | Woyzeck                             | Tambourmajor           | Kai Tuchmann       | -                     | -                                                          |
| 2004      | Gyges und sein Ring                 | Gyges                  | Robert Schuster    | TAT Theater           | -                                                          |
| 2003      | Medea                               | Älterer Sohn           | Christian Vilmar   | -                     | -                                                          |
| 2003      | Die Kunst der Komödie               | Don Alberto de Stefano | Carl-Hermann Risse | Brandenburger Theater | -                                                          |
| 2003      | Lebensgefährlich                    | Alberto                | Christine Hofer    | Brandenburger Theater | -                                                          |